# Augusta (Míchigan)
Augusta es una villa ubicada en el condado de Kalamazoo en el estado estadounidense de Míchigan. En el Censo de 2010 tenía una población de 885 habitantes y una densidad poblacional de 332,07 personas por km².

## Geografía
Augusta se encuentra ubicada en las coordenadas 42°20′16″N 85°21′9″O / 42.33778, -85.35250. Según la Oficina del Censo de los Estados Unidos, Augusta tiene una superficie total de 2.67 km², de la cual 2.63 km² corresponden a tierra firme y (1.36%) 0.04 km² es agua.

## Demografía
Según el censo de 2010, había 885 personas residiendo en Augusta. La densidad de población era de 332,07 hab./km². De los 885 habitantes, Augusta estaba compuesto por el 94.01% blancos, el 1.47% eran afroamericanos, el 1.36% eran amerindios, el 0.11% eran asiáticos, el 0% eran isleños del Pacífico, el 1.02% eran de otras razas y el 2.03% pertenecían a dos o más razas. Del total de la población el 2.37% eran hispanos o latinos de cualquier raza.